# Diecezja Mileto-Nicotera-Tropea
Diecezja Mileto-Nicotera-Tropea, łac. Dioecesis Miletensis-Nicotriensis-Tropiensis – diecezja Kościoła rzymskokatolickiego we Włoszech, w metropolii Reggio Calabria-Bova, w regionie kościelnym Kalabria.
Została erygowana w XI wieku.